# ميكائيل أندرسون (لاعب كرة قدم)
ميكائيل أندرسون (21 أغسطس 1978 بمالمو في السويد - ) هو لاعب كرة قدم سويدي في مركز الوسط. لعب مع نادي ساندفيورد ونادي مالمو ونادي هاماربي لكرة القدم وEnköpings SK FK ‏ وHammarby IF ‏.

## وصلات خارجية
- ميكائيل أندرسون على موقع اتحاد السويد (السويدية)
- ميكائيل أندرسون على موقع قاعدة بيانات كرة القدم.إي يو (الإنجليزية)
- ميكائيل أندرسون على موقع عالم كرة القدم.نت (الإنجليزية)